# Gruppi Universitari Fascisti
I Gruppi Universitari Fascisti (GUF) furono l'articolazione universitaria del Partito Nazionale Fascista.

## Storia
Già dal 1919 studenti universitari cominciarono ad aderire al neonato movimento dei Fasci italiani di combattimento, formando in numerose città squadre d'azione formate da goliardi. Nel 1920 nacquero ufficialmente i primi Gruppi Universitari Fascisti, nelle città sedi di ateneo, e raccoglievano tutti gli universitari che si riconoscevano prima nel programma sansepolcrista e dei Fasci italiani di combattimento e dal novembre 1921 nel Partito Nazionale Fascista.
Nel 1926 furono posti alle dipendenze dei segretari federali delle Federazioni provinciali fasciste.
Nel 1927, dopo la totalitarizzazione dello Stato, si ebbe una ristrutturazione dei gruppi che ebbero anche un'organizzazione centrale e passarono alle dirette dipendenze del Partito Nazionale Fascista (PNF). Gli aderenti ai GUF non erano inquadrati nelle altre organizzazioni giovanili del partito. Il Partito si dedicò così alla loro organizzazione e all'educazione di questa gioventù che, secondo Benito Mussolini, avrebbe dovuto rappresentare "la futura classe dirigente" d'Italia.
Infine nel 1931 furono dipendenti direttamente dal segretario del PNF, che divenne anche segretario generale dei GUF.

## Organizzazione

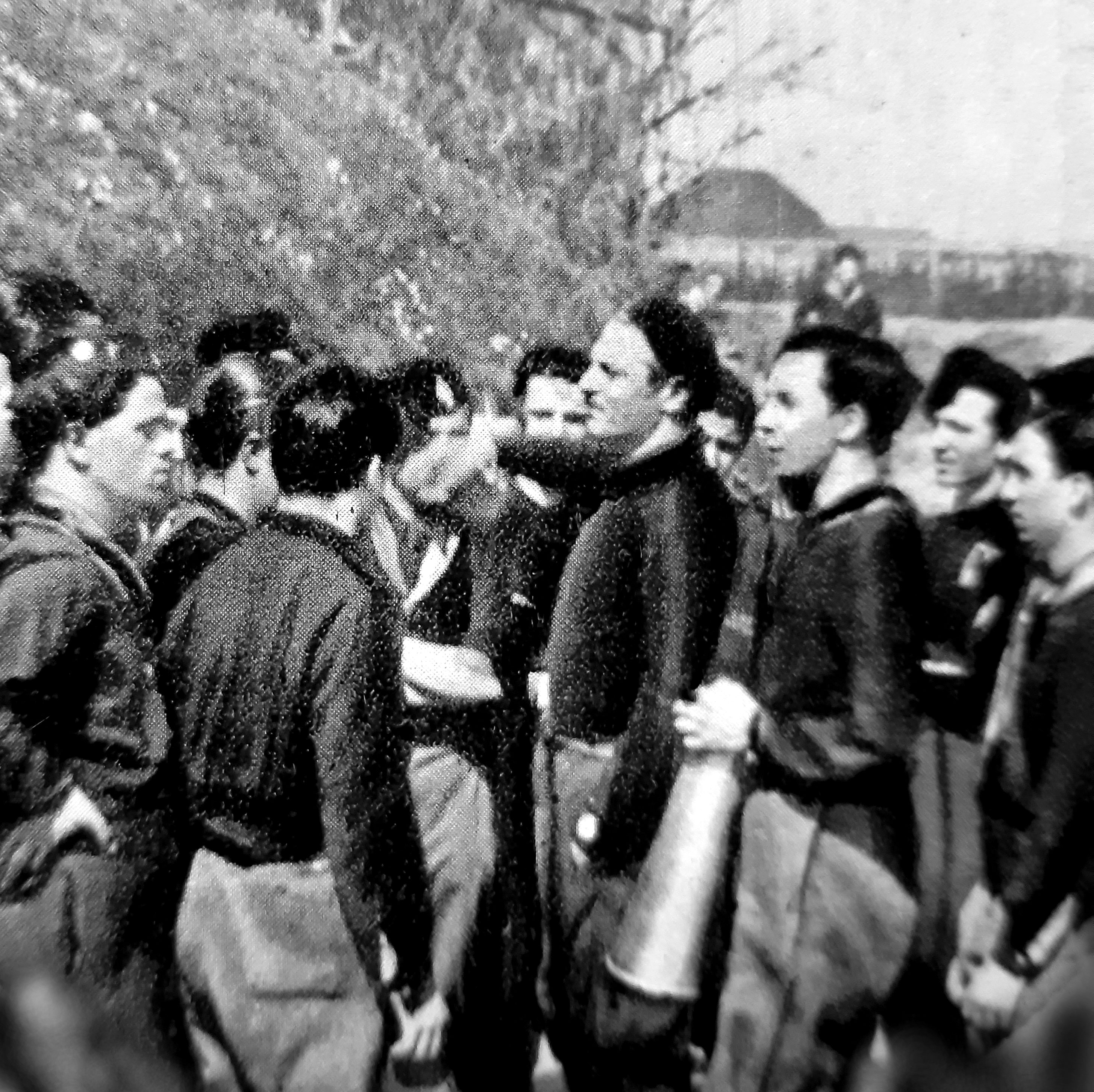
Membri del GUF di Roma con il regista Alessandro Blasetti

Facevano parte dei GUF, gruppi a iscrizione su base esclusivamente volontaria, i giovani tra i 18 e i 28 anni che provenivano dalla Gioventù Italiana del Littorio (GIL) iscritti a un'università, a un istituto superiore, a un'accademia militare o all'Accademia fascista della GIL.
I Gruppi Universitari Fascisti erano cooptati in nuclei di almeno 25 fascisti universitari, costituiti in ogni città, sotto il comando di un responsabile nominato dal Segretario federale del partito, su proposta del Segretario del GUF. I responsabili di ogni nucleo facevano parte del Direttorio del Fascio di Combattimento locale.
Ogni GUF aveva sezioni di laureati e diplomati, una Sezione Studenti Stranieri (dove ve ne fossero stati) e una Sezione femminile, di cui facevano parte le studentesse universitarie, le laureate e le diplomate fino ai 28 anni.

## Compiti
I GUF erano impegnati in:

Due aderenti al GUF di Addis Abeba in divisa, ritratti col signum, sovrastato dall'aquila romana, recante il nome della sezione e un ritratto di Mussolini

- attività politico-culturali, con l'obiettivo di preparare e selezionare giovani. Esse erano effettuate tramite la Scuola di Mistica Fascista, che organizzava e coordinava corsi di preparazione politica, Prelittoriali e Littoriali di cultura, arte e lavoro, il Teatro sperimentale del GUF, le sezioni cinematografiche, radiofoniche e di stampa universitaria;
- attività sportive, con l'organizzazione di Agonali, Littoriali dello sport, Settimane Alpinistiche e Marinare;
- attività assistenziale, effettuata tramite case e mense dello studente e ambulatori medici.

## I Littoriali
Nel 1932 furono istituiti i Littoriali dello sport, una sorta di campionati nazionali studenteschi, che includevano diverse discipline sportive ed erano organizzati ogni anno in una città diversa. I Littoriali servivano prevalentemente come manifestazione propagandistica ed erano sempre occasione per la celebrazione del culto del Duce. Il Guf vincitore aveva l'onore di potersi qualificare come Guf Littoriale e portare una M d'oro (iniziale di Mussolini) sulla propria casacca.

La squadra del GUF Siena ai Littoriali del 1935

Dal 1934 vennero organizzati a cadenza annuale anche i Littoriali della cultura e dell'arte (organizzati da Giuseppe Bottai e Alessandro Pavolini) che in alcune occasioni si rivelarono occasioni di fronda contro il regime.

## Interpretazioni
Secondo l'ex Presidente della Repubblica Giorgio Napolitano, questi incontri di confronto tra giovani intellettuali portarono alla nascita dei primi contrasti in seno al Partito Nazionale Fascista. Egli ritiene che il GUF "era in effetti un vero e proprio vivaio di energie intellettuali antifasciste, mascherato e fino a un certo punto tollerato".
Analoga è pure la testimonianza diretta del regista Turi Vasile secondo il quale, grazie anche alla "indulgenza che allora si riservava, per retorica o per eccessiva sicurezza, alla gioventù", all'interno dei GUF si approfittava di questa situazione "per liberarci di ogni condizionamento ideologico".
Secondo i pochi storici che se ne siano occupati e altri testimoni diretti dei GUF (tra i primi, Mirella Serri e Simone Duranti, tra i secondi, Nino Tripodi, Davide Lajolo), gli aderenti ai GUF erano invece fascisti fanatici - spesso antisemiti - sostenitori dell'ala più estremista del regime, criticandolo per il suo eccessivo moderatismo e la perdita della spinta rivoluzionaria degli albori.

## Iscritti noti
In gioventù, anche numerose personalità di spicco del mondo politico e culturale dell'Italia repubblicana (compresi nomi legati alla storia dell'antifascismo e della Resistenza) fecero parte dei GUF.
- Mario Alicata, deputato PCI
- Giorgio Almirante, deputato, eurodeputato, segretario e presidente MSI
- Michelangelo Antonioni, regista
- Guido Aristarco, critico cinematografico e sceneggiatore
- Maurizio Barendson, giornalista e conduttore televisivo
- Giorgio Bassani, scrittore, presidente di Italia Nostra
- Rosario Bentivegna, partigiano
- Agostino Bignardi, deputato PLI
- Walter Binni, deputato costituente PSIUP
- Carlo Bo, critico e scrittore
- Giorgio Bocca, giornalista
- Antonio Borsellino, fisico
- Guido Bortolotto, avvocato
- Paolo Budinich, fisico
- Franco Calamandrei, senatore PCI
- Italo Calvino, scrittore
- Felice Chilanti, partigiano e giornalista
- Michele Cifarelli, deputato e senatore PRI
- Carlo Azeglio Ciampi, Governatore della Banca d'Italia, Ministro e Presidente della Repubblica
- Giuseppe Codacci Pisanelli, deputato DC, Ministro della Repubblica
- Luigi Comencini, regista
- Giovanni Comini[8], vice-podestà, segretario federale di Brescia e politico
- Achille Corona, deputato e senatore PSI, Ministro della Repubblica
- Giuseppe D'Alema, deputato del PCI
- Raffaele De Grada, critico e storico dell'arte
- Ernesto De Marzio, deputato MSI
- Fernaldo Di Giammatteo, critico e storico del cinema
- Danilo De' Cocci, deputato e senatore DC
- Dino Del Bo, deputato DC, Ministro della Repubblica
- Diego Fabbri, drammaturgo
- Bubi Farinelli, rugbista, allenatore della Nazionale italiana e cardiologo
- Mario Ferrari Aggradi, deputato e senatore DC, ministro della Repubblica
- Luigi Firpo, deputato PRI
- Enrico Fulchignoni, regista, attore e sceneggiatore teatrale e cinematografico
- Fidia Gambetti, giornalista e scrittore
- Antonio Ghirelli, giornalista e scrittore
- Enzo Giudici, francesista, accademico, critico letterario, storico
- Paolo Grassi, impresario teatrale
- Luigi Gui, deputato e senatore DC, Ministro della Repubblica
- Renato Guttuso, pittore
- Pietro Ingrao, deputato PCI, presidente della Camera

- Raffaele La Capria, scrittore e sceneggiatore
- Davide Lajolo, giornalista, deputato PCI
- Carlo Lizzani, regista, sceneggiatore, attore e produttore cinematografico
- Luigi Meneghello, scrittore, partigiano e docente universitario
- Alberto Mondadori, editore
- Ugo Mursia, editore
- Carlo Martini, pittore
- Giorgio Napolitano, deputato, eurodeputato, senatore PCI, presidente della Camera, Ministro e Presidente della Repubblica
- Alessandro Natta, deputato, segretario e presidente PCI
- Teresio Olivelli. partigiano, MOVM
- Pier Paolo Pasolini, regista, scrittore, poeta e giornalista
- Giuseppe Patroni Griffi, regista teatrale, drammaturgo, sceneggiatore, regista e scrittore
- Antonio Pigliaru, giurista e filosofo
- Giaime Pintor, giornalista e scrittore
- Pietro Piovani, filosofo
- Luigi Preti, deputato PSDI, Ministro della Repubblica
- Giovanni Roberti, deputato MSI
- Edilio Rusconi, editore
- Eugenio Scalfari, giornalista e scrittore
- Rocco Scotellaro, scrittore, poeta e politico
- Giorgio Strehler, regista teatrale
- Paolo Emilio Taviani, senatore, deputato e segretario DC, Ministro della Repubblica
- Giovanni Testori, scrittore, drammaturgo, storico dell'arte e critico letterario
- Mario Toscano, diplomatico e storico
- Ernesto Treccani, pittore
- Nino Tripodi, deputato MSI
- Antonello Trombadori, giornalista, deputato PCI
- Marco Valsecchi, critico d'arte, docente universitario, saggista e giornalista
- Turi Vasile, produttore cinematografico, regista e sceneggiatore
- Giuliano Vassalli, deputato e senatore PSI, Ministro della Repubblica, Presidente della Corte Costituzionale
- Giuseppe Vedovato, deputato e senatore DC
- Mario Verdone, critico cinematografico
- Marino Vernier, magistrato
- Aldo Vidussoni, futuro segretario nazionale del Partito Nazionale Fascista
- Cesare Zavattini, sceneggiatore, giornalista, commediografo, narratore, poeta e pittore
- Mario Zagari, deputato PSI, Ministro della Repubblica
- Vittorio Zincone, deputato PLI